# Konrad Zweigert
Konrad Zweigert, född 22 januari 1911, död 12 februari 1996, var en tysk rättsvetenskapsman, professor vid Tübingens universitet.